# Jane Lynch
Jane Lynch (14. srpnja 1960.) je američka glumica, komičarka i pjevačica. Najpoznatija je po ulogama u TV serijama "Dva i pol muškarca", "Zločinački umovi" i "Glee".